# Trichiorhyssemus pseudoinscitus
Trichiorhyssemus pseudoinscitus är en skalbaggsart som beskrevs av Riccardo Pittino 1984. Trichiorhyssemus pseudoinscitus ingår i släktet Trichiorhyssemus och familjen Aphodiidae. Inga underarter finns listade i Catalogue of Life.